# The Right Combination • Burning the Midnight Oil
The Right Combination • Burning the Midnight Oil è il settimo album in studio collaborativo dei cantanti statunitensi Porter Wagoner e Dolly Parton, pubblicato nel 1972.

## Tracce
Side 1
1. More Than Words Can Tell – 2:44 (Porter Wagoner)
2. The Right Combination – 2:52 (Wagoner)
3. I've Been This Way Too Long – 2:40 (Dolly Parton)
4. In Each Love Some Pain Must Fall – 2:04 (Parton)
5. Her and the Car and the Mobile Home – 2:37 (Dave Kirby, Don Stock)

Side 2
1. Burning the Midnight Oil – 1:45 (Wagoner)
2. Somewhere Along the Way – 3:06 (Parton)
3. On and On – 2:03 (Eddie Sovine)
4. Through Thick and Thin – 2:01 (Bill Owens)
5. The Fog Has Lifted – 2:18 (Wagoner)